# Origo (singolo)
Origo è un singolo del cantante ungherese di etnia Rom Joci Pápai, pubblicato il 4 gennaio 2017 su etichetta discografica Magneoton Records. Il brano è stato scritto e composto dallo stesso Joci Pápai interamente in lingua ungherese.
Con Origo Joci Pápai ha rappresentato l'Ungheria all'Eurovision Song Contest 2017, che si è svolto a Kiev, in Ucraina. Joci ha cantato nella prima metà della seconda semifinale dell'11 maggio vincendo uno dei 10 biglietti per la finale del 13 maggio dove si è classificato all’ottavo posto. Per la prima volta dal 2013, l'Ungheria ha presentato al contest una canzone in lingua ungherese.

## A Dal 2017
L'8 dicembre 2016 è stato confermato che Joci sarebbe stato uno dei trenta partecipanti ad A Dal 2017, il programma di selezione ungherese per l'Eurovision. Joci ha cantato Origo per la prima volta ai quarti di finale del 4 febbraio 2017, dove ha ottenuto 35 punti su 40 dalle giurie e 6 su 10 dal pubblico, qualificandosi per la semifinale del 10 febbraio. Qui la giuria gli ha assegnato 38 punti e il pubblico 7, permettendogli di passare con altri sette artisti alla semifinale del 18 febbraio successivo. In un primo round i quattro giurati hanno votato le quattro canzoni migliori; Origo è risultata la più votata, con 34 punti. Nel secondo round il televoto ha scelto Joci come vincitore di A Dal 2017.

## Tracce
Download digitale
1. Origo – 3:23

## Classifiche
| Classifica (2017) | Posizione massima |
| ----------------- | ----------------- |
| Svezia            | 97                |
| Svizzera          | 70                |
| Ungheria          | 6                 |